# Isoctenus areia
Espèce
Isoctenus areia est une espèce d'araignées aranéomorphes de la famille des Ctenidae.

## Distribution
Cette espèce est endémique du Brésil.  Elle se rencontre au Paraíba vers Areia et Mamanguape et au Pernambouc vers Igarassu.

## Description
Le mâle holotype mesure 7,50 mm et la femelle paratype 8,50 mm.

## Systématique et taxinomie
Cette espèce a été décrite par Polotow et Brescovit en 2009.

## Étymologie
Son nom d'espèce lui a été donné en référence au lieu de sa découverte, Areia.

## Publication originale
- Polotow & Brescovit, 2009 : « Revision and cladistic analysis of Isoctenus and description of a new neotropical genus (Araneae, Ctenidae, Cteninae). » Zoological Journal of the Linnean Society, vol. 155, no 3, p. 583-614.